# المتحف الأيرلندي للفن الحديث
متحف الفن الحديث الأيرلندية (الأيرلندية: Músaem Ealaíne) المعروف أيضا باسم IMMA، ويعتبر متحف ومؤسسة وطنية رائدة في عرض وجمع الفنون المعاصرة والحديثة.. افتتح المتحف في مايو عام 1991. كان مبنى المتحف مستشفى تسمى مستشفى كيلمينهام رويال سابقا، بنيت في القرن السابع عشر الميلادي بالقرب من مبنى محطة هيوستن إلى الغرب من العاصمة دبلن، ويقع في وسط المدينة. المدير الحالي للمتحف هو انريكي خانكوسا الذي كان، من قبل نائب مدير مركز متحف الفنون الوطنية للملكة صوفيافي مدريد.

## الموجودات
يركز المتحف على الحصول على الفن المعاصر من قبل الفنانون المعاصرون، ويشتري المتحف الأعمال فقط من الأسواق الرئيسية، مثل الاستوديوهات وصالات العرض. إلا أنه يقبل التبرعات من الأعمال الفنية وانما يقبل الشراء ويقبل بالدعم المالي فقط، وربما أخذ تلك الطريقة والأسلوب لتشجيع ودعم المبدعين الذين ما زالوا يمارسون الفن.
يؤرخ المتحف الأعمال المطلوبة من سنة 1940 فصاعدا، ومن خلال بعض الهدايا السخية حقق تقدما نحو جمع أعمال فنية كبيرة بدا من تلك الفترة. ونظرا لحداثة المتحف يحتوي على مجموعة معقولة، ويتصاعد النشاط في اقامة المعارض المختارة من مجموعات خاصة.

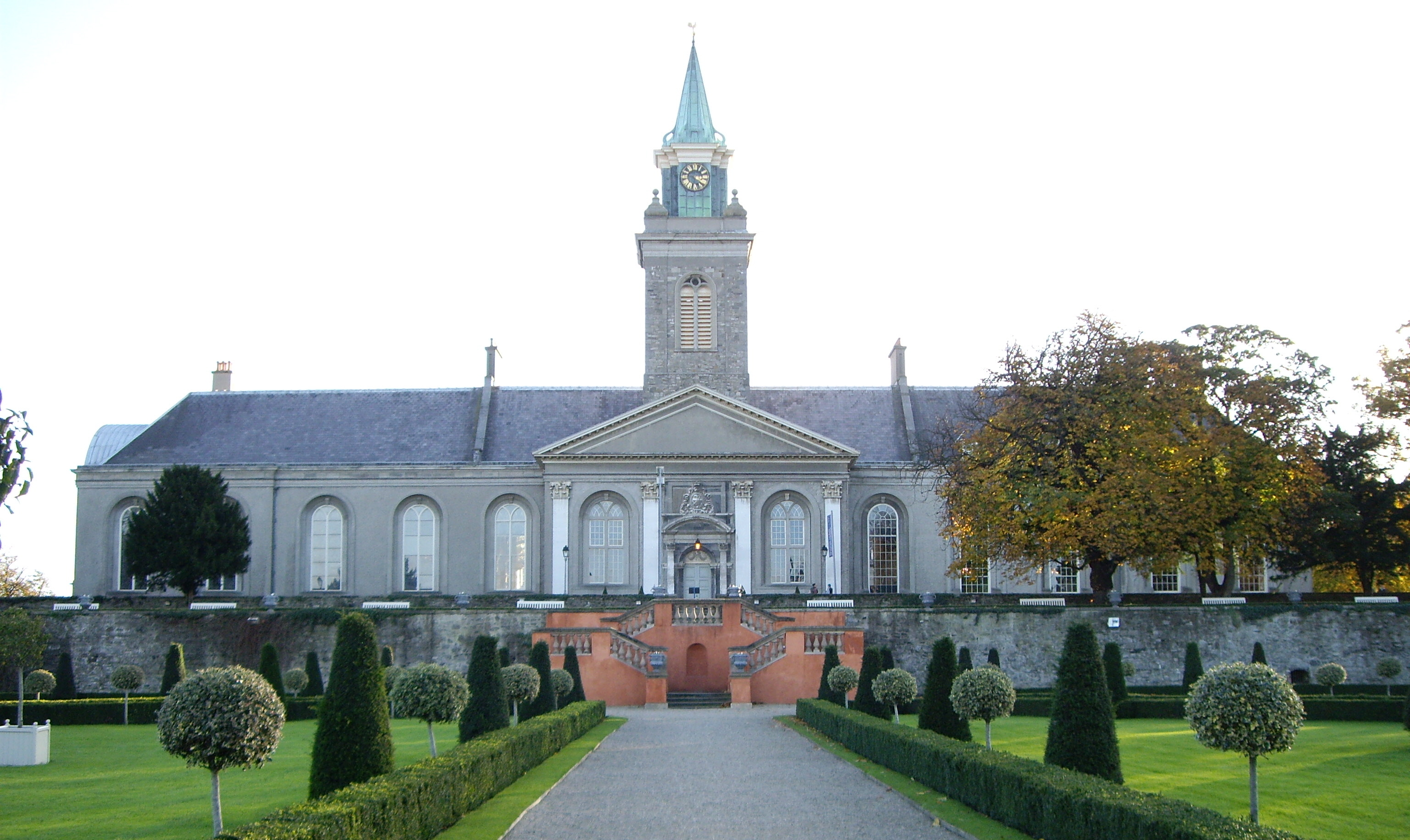
الواجهة الشمالية للمدخل الرئيسي لمتحف الفن الحديث.

كان لأختيار موقع مستشفى رويال كمكان لاقامة متحف الفن المعاصر. على غرار متحف ليه الانفاليد في باريس. رتب هو حول الفناء الداخلي ممرات طويلة ممتدة على طول سلسلة من الغرف المتواضعة المتشابكة. وهذا جعل لبعض المعروضات رمثيرة للاهتمام بصريا، ولكن مشكلة المتحف أنه تقتصر قدرته على منزل كبير من الأعمال الفنية. ومن الصعب نقل الأعمال الفنية. يسمح تصميم المبنى باقامة العديد من المعارض في وقت واحد ويقسم المبنى بشكل عام من الفناء، وواجهة النبلاء، وحديقة رسمية والباروك وغرفة الطعام القديمة وكنيسة صغيرة.
في غرفة الطعام يقام فيها حفلات الزفاف وعشاء للمؤتمرات، كما يوجد مقهى ومحل بيع للكتب، وزيارة المتحف مجانية.
قد تم استعادة اسطبلات الأصلي للمستشفى رويال وتوسيعها وتحويلها إلى استوديوهات لللفنانين وفي المتحف أيضا تقام برامج للإقامة فيه بشكل مؤقت ويقام فيه أيضا برامج التعليم وبرنامج وطني يعمل بموجبه المعروضات من مجموعات فنية معينة في أماكن أخرى.